# Colgas
Colgas S.A. E.S.P. es una empresa comercializadora y distribuidora del mercado del gas natural en la presentación de Cilindros de gas que contienen Gas propano o Gas licuado del petróleo (GLP). también opera el servicio de Gas natural vehicular.
La empresa opera en las regiones mas aisladas del país donde no operan las comercializadoras de gas residencial como Promigas, Vanti o Alcanos de Colombia. tiene presencia en 950 de los 1.200 municipios colombianos.

## Historia
Fue fundada en 1960 cuando José Urbina Amorocho inicia el negocio del GLP en Colombia fundando Norgas.
En 2011, Abastible, la empresa distribuidora de Gas LP más grande de Chile, adquirió el 51% de las acciones
En 2024, inicio la construcción de infraestructura de importación de GLP en el Puerto de Catagena.